# Tattooed Millionaire
Tattoed Millionare (с англ. — «Татуированный миллионер») — дебютный сольный студийный альбом британского хеви-метал-исполнителя, фронтмена группы Iron Maiden Брюса Дикинсона, изданный в мае 1990 года.

## История создания альбома
В 1989 году компания звукозаписи Zomba Records искала кого-нибудь, кто выполнит заказ на саундтрек к монтирующемуся фильму «Кошмар на улице Вязов 5: Дитя сна». По совету друга продюсер студии Крис Цангеридес позвонил Брюсу Дикинсону. Музыканты Iron Maiden отдыхали после мирового турне 1988 года, поэтому Брюс просто хотел подзаработать и дать такой же шанс Янику Герсу, оставшемуся практически без средств к существованию и собиравшегося к тому времени навсегда оставить музыку. Согласно легенде, спустя всего три минуты после встречи друзей в пабе у них уже была идея и простая музыкальная тема. Руководству лейбла понравилась идея, и они выделили бюджет. Вместе с басистом Энди Карром и барабанщиком Фабио дель Рио был записан трек «Bring Your Daughter… to the Slaughter», позднее попавший в альбом Iron Maiden No Prayer for the Dying (1990) и по иронии не попавший на сольный альбом Брюса.
Диск фундаментально отличается от того, что делал певец и композитор в Iron Maiden.
Одноимённая с альбомом композиция «Tattooed Millionaire» написана про бас-гитариста группы Mötley Crüe Никки Сикса, который сам себя называл «татуированным миллионером» в своей автобиографической книге The Heroin Diaries: A Year in the Life of a Shattered Rock Star. Считается, что Дикинсон ненавидел Сикса за половую связь с первой женой Брюса, Джейн Дикинсон, во время европейского турне Mötley Crüe. Эта связь и послужила причиной для развода четы Дикинсон.

## Положение в хит-парадах
Tattooed Millionaire занял 14-е место в хит-параде Великобритании и 100-е место в хит-параде американского журнала Billboard.

## Список композиций
1. «Son of a Gun» — 5:55
2. «Tattooed Millionaire» — 4:28
3. «Born in ’58» — 3:40
4. «Hell on Wheels» — 3:39
5. «Gypsy Road» — 4:02
6. «Dive! Dive! Dive!» — 4:41
7. «All the Young Dudes» (кавер-версия группы Mott the Hoople) — 3:50
8. «Lickin’ the Gun» — 3:17
9. «Zulu Lulu» — 3:28
10. «No Lies» — 6:17

Все композиции были написаны Брюсом Дикинсоном в сотрудничестве с Яником Герсом, кроме «No Lies», целиком написанной Брюсом Дикинсоном, а также «All the Young Dudes» написанной в 1972 году Дэвидом Боуи.

## Список композиций для расширенного издания 2005 года (в качестве второго CD)
1. «Bring Your Daughter… to the Slaughter» (original soundtrack version)- 5:00
2. «Ballad of Mutt» — 3:24
3. «Winds of Change» — 3:22
4. «Darkness Be My Friend» — 2:03
5. «Sin City» — 4:39 (кавер версия группы AC/DC)
6. «Dive! Dive! Dive!» (live) — 4:43
7. «Riding with the Angels» (live) — 4:19 (кавер-версия группы Samson)
8. «Sin City» (live) — 4:49
9. «Black Night» (live) — 4:33 (кавер версия группы Deep Purple)
10. «Son of a Gun» (live) — 5:53
11. «Tattooed Millionaire» (live) — 4:35

## Синглы
- «Zulu Lulu», апрель 1990
- «Tattooed Millionaire», апрель 1990
- «All the Young Dudes», июнь 1990
- «Dive! Dive! Dive!», август 1990
- «Born in ’58», октябрь 1990

## В записи участвовали
- Брюс Дикинсон — вокал, акустическая гитара
- Яник Герс — гитара
- Энди Карр — бас-гитара
- Фабио дель Рио — ударные

Дополнительные участники:
- Дон Эйри, клавишные
- Крис Цангаридис, губная гармоника